# Lonchaea deleoni
Lonchaea deleoni är en tvåvingeart som beskrevs av Mcalpine 1964. Lonchaea deleoni ingår i släktet Lonchaea och familjen stjärtflugor. Inga underarter finns listade i Catalogue of Life.